# سید علی‌اکبر فال اسیری

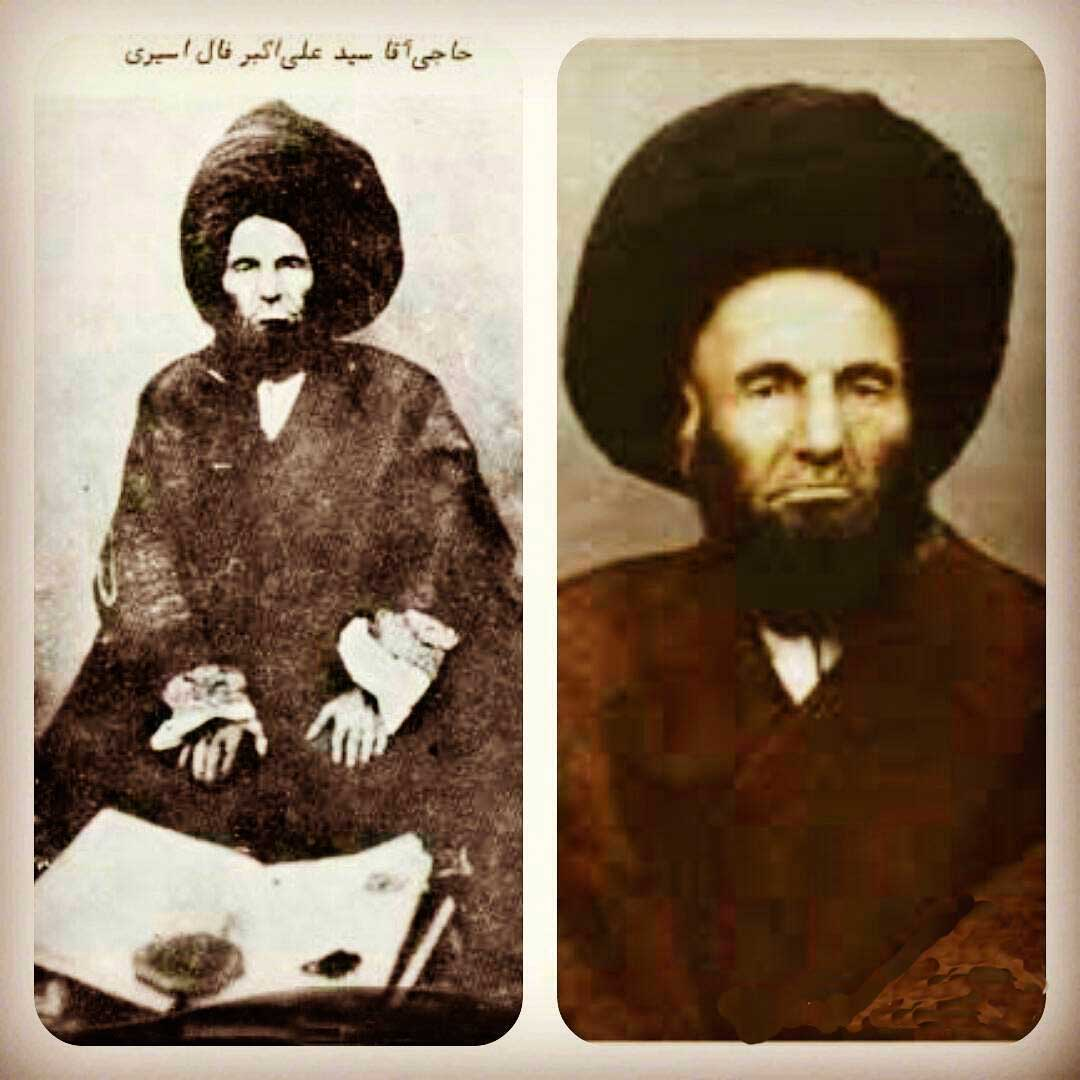
تصویر فال اسیری

سید علی اکبر فال اسیری (۱۲۵۶–۱۳۲۰قمری) از روحانیون و سیاستمداران ایرانی عصر قاجار بود.

## زندگی و تحصیلات
سید علی اکبر فال اسیری در سال ۱۲۵۶ در روستای اسیر(مهر) از توابع شهرستان مهر استان فارس متولد شد، و با پرورش در خانواده‌ای از سلسلهٔ سادات و تحت آموزش محمد اسیری رشد و پرورش یافت و دروس مقدماتی وقسمتی از دروس تکمیلی و عالی را نزد او در حوزهٔ اسیر در مسجد جامع اسیر فراگرفت.
استادش به او پیشنهاد رفتن به شیراز -که در آن زمان دارالعلم نامیده می‌شد- کرد که حوزه‌های علمیه آنجا با وجود مراجع و فقعهای بسیار از جملهٔ مراکز مهم تشیع به‌شمار می‌رفت. وی در چهارده سالگی راهی شیراز شده و در محضر درس مهدی کجوری، متوفی به سال ۱۲۹۳، حاضر شد.
آقابزرگ تهرانی در کتاب طبقات اعلام شیعه جلد چهارم دربارهٔ سید فال اسیری می‌نویسد:
او ازفقهای برجسته و علمای بزرگ شیراز بود. در شیراز، نزد شیخ مهدی کجوری در همان شهر تلمذ نمود، سپس، به عتبات عالیات مهاجرت نموده و در نجف اشرف در محضر درس میرزا حبیب‌الله رشتی و دیگران حاضر شده و به کسب کمالات پرداخت.
فال اسیری قصد اقامت دایم در نجف داشت، لکن، استاد او رشتی از وی خواست به شیراز بازگردد تا مردم از دانش و فضل او بهره‌مند شوند. رشتی به خط خود در وصف کتاب المیراث ایشان نوشت و به علو مرتبه و ارزش والای فال اسیری در دو زمینهٔ علم وعمل اشاره نمود و این نوشته را به مهر خویش (حبیب‌الله) ممهور ساخت.
فال اسیری در خواست استادش را پذیرفت و به شیراز رفت و در شیراز به تدریس علوم دینی و اقامه نماز جماعت در مسجد وکیل پرداخت.

## آثار
نسخهٔ دست‌نویس کتاب المیراث او، در حال حاضر، در کتابخانهٔ سید عبدالله خویی در نجف نگهداری می‌شود. وی مشاور و داماد میرزا محمد حسن شیرازی صاحب فتوای معروف تحریم تنباکو و مرجع شیعه می‌باشد. رساله عملیه وی نیز در کتابخانه شهید دستغیب شیراز موجود می باشد.

## خویشاوندمیرزای شیرازی
او داماد و مشاور میرزای شیرازی است که در نامه‌های خود از وی تمجید می‌کرد. وی در شیراز فتوا می‌داده و رساله عملیه اش در حال حاضر در کتابخانهٔ سید عبدالحسین دستغیب شیراز است از جمله دارای مسایلی در مورد تعیین قبله، مصارف زکات، حق فقرا و مساکین، و توضیحاتی در بارهٔ اصول دین دارد.
او پدر سیدمحمد فال اسیری و پدربزرگ سیدحسام‌الدین فال اسیری است.

## درنهضت تنباکو
فال اسیری یک بار به اصفهان وبار دیگر به عراق تبعید می‌شود و در جریان قیام تنباکودر میان معترضان است. روزی در مسجد وکیل بر بالای منبر حاضر شده و اعلام می‌کند:
«ای مردم، موقع جهاد عمومی است. بکوشید تا جامهٔ زنان نپوشید»
 و شمشیری از زیر عبا بیرون آورده اعلام می‌کند، که: 
«هر بیگانه‌ای که برای انحصار دخانیات بیاید، شکمش را با این شمشیر پاره خواهم کرد!»
در پاورقی صفحه ۳۶ کتاب تلاش آزادی نوشته باستانی پاریزی آمده:
در مقابله با کمپانی رژی، ابتدا مجتهد شیراز حاج سید علی اکبر فال اسیری در شیراز شمشیر زیر عبا پنهان کرد و به منبر رفت و شمشیر را بیرون کشیده مردم را به جهاد دعوت نمود. اولیای حکومت، مجتهد را تبعید کردند. او به بصره رفت و با حاجی میرزا حسن شیرازی مذاکره نمود و فرمان تحریم را صادر کرد. " 

## سید علی اکبر فال اسیری وحافظ
بار اول اقلیت‌های دینی دیگر مانند زرتشتیان بخاطر ارادتشان به حافظ شروع به ساخت آرامگاه حافظ کردند که با مخالفت فال اسیری رو برو شدند و ساختمان تأسیس شدهٔ آن‌ها به دستور او توسط مردم بازاری شیراز ویران گشت.
بار دوم در سال ۱۳۱۷ ملاشاه جهان زردشتی چون ارادت به حافظ داشتند سعی بر ساختن آرامگاه بر مزار حافظ کرد تا این شاعر و عارف نام‌آور را گرامی بدارد، فال اسیری این کار به سرانجام نرساند و آن آرامگاه را مردم شیراز ویران کردنند، فال اسیری به خاطر افکار اسلامی که داشت ساختن قبر غیر مسلمان برای مسلمان را حرام می‌دانست و آنان را گبر می‌پنداشت.
بار سوم از طرف حکومت وقت آهن و تخته آوردند ولی گویا این بار هم با حمایت و مشارکت ارادتمندان بوده‌است که با مخالفت شدید فال اسیری روبرو می‌شوند و دوباره جلوی آنان را می‌گیرند.
سید نعمت‌الله حسینی در کتاب مردان علم در میدان عمل جلد هفتم چنین نوشته: 
در زمان مجتهد بزرگ فال اسیری عده ای از گبرها بر این عزم بودند که حافظ را منسوب به خود و آئینشان نمایند و بدین منظور اقدام به ساختمان مقبره او نمودند. قسمتی از آن را ساخته بودند که خبر به ایشان رسید بلافاصله دستور داد خراب کردند آنگاه در یکی از روزها که برای فاتحه به کنار قبر حافظ رفته بودند به او خطاب کرده و گفتند: ای حافظ من حق بزرگی برتو دارم می‌خواستند تو را متهم به گبر بودن نمایند و من آبروی تو را حفظ نمودم.— مجتهد فال اسیری، کتاب مردان علم در میدان عمل جلد ۷، کتاب سیمای یک مجاهد ص۲۲۸

## ماجرای عکاسی
یکی از اهالی شیراز در بمبئی هندوستان آموزش عکاسی دیده بود. پس از مراجعت به شیراز، مغازه عکاسی تأسیس کرد و به عکاس باشی شهرت یافت، عده ای با او مخالفت می‌کردند و هنر عکاسی را تحریم کردند، این افراد مانع بزرگی برای کسب و کار عکاس باشی بودند. عکاس باشی به ناچار حضور فال اسیری رسید و مشکل کارش را با او مطرح کرد. فال اسیری دستور داد تا عکسی از وی بگیرد. عکاس باشی دوربین خود را آماده کرد و عکس او گرفت و آن را ظاهر کرده و در قابی گذاشت و به او داد. فال اسیری گفت: این شغل شما مشروع و حلال است. عکاس باشی پس از کسب اجازه، عکس فال اسیری را تکثیر و در معابر عمومی شهر نصب کرد و تا نشانه مشروع بودن کارش باشد.

## درگذشت
سید علی اکبر فال اسیری در ربیع الثانی ۱۳۱۹ هـ. ق درگذشت. جسدش را در حافظیه دفن کردند.
کسبه و بازاریان به محض مطلع شدن از مرگ او به مدت سه روز بازار را به احترام او تعطیل نموده و مجالس عزاداری برقرار کردند. و از طرف پسران وی در مسجد وکیل مجلس ختمی برقرار شد که علما، اشراف و اعیان شهر در آن مجلس شرکت نمودند.